# Henrik Wergeland

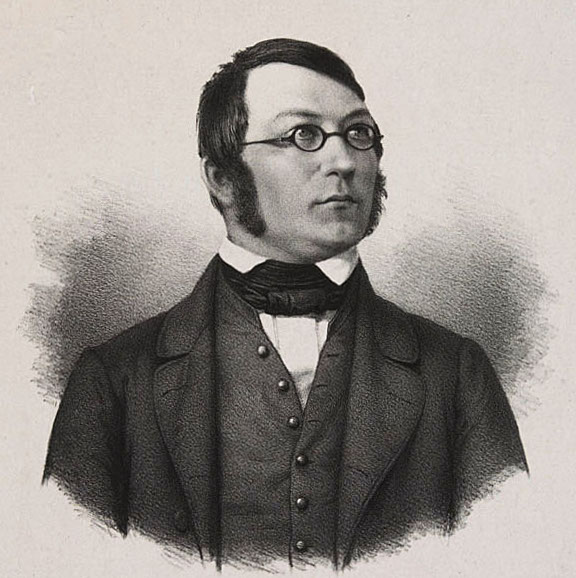
Litho naar daguerreotypie, ca. 1843.

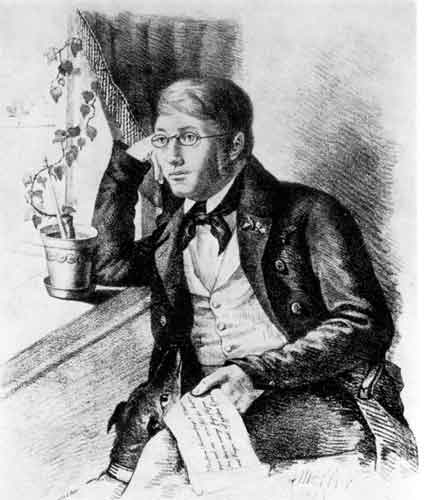
Henrik Wergeland, litho, 1839

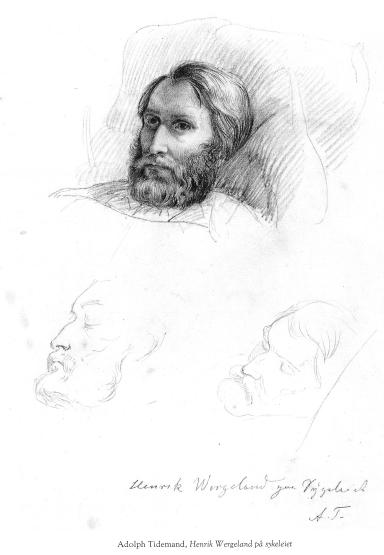
Tidemand: Wergeland op zijn sterfbed

Henrik Arnold Thaulow Wergeland (Kristiansand, 17 juni 1808 – Sorunda, Kristiania, 12 juli 1845) was een Noorse schrijver, dichter en publicist. Hij wordt gezien als een der grondleggers van de moderne Noorse literatuur.

## Leven en werk
Wergeland was de zoon van een progressieve predikant en politicus en studeerde ook zelf theologie. Vanwege zijn radicale verlichte denkbeelden kreeg hij echter geen aanstelling, ondersteunde zijn vader en trok in 1830 door Noorwegen om het volk 'voor te lichten'. In 1831 maakte hij een reis naar Parijs.
Wergeland begon al in zijn schooltijd te dichten en schreef ook al vroeg novellen en drama's. In 1829 verscheen zijn eerste dichtbundel, die hij opdroeg aan Stella, het symbool van zijn liefde. In 1841 dichtte hij de eerste versie van Kongesangen, dat nog steeds het koninklijk Noorse volkslied is. Zijn werken kenmerken zich door een mengeling van rationalisme en romantiek, veelvuldig gebruik makend van beeldspraak. Na 1840 schreef hij zijn meest voldragen werken. Zijn narratieve lyrische poëmen Jan van Huysums Blomsterstykke (Het bloemstuk van Jan van Huysum, 1840), Svalen (Zwaluw, 1841), Jøden (De Jood, 1842), Jødinden (De Jodin, 1844) en Den Engelske Lods (De Engelse loods, 1844), worden vaak gezien als de eerste authentiek geïnspireerde literaire werken van hoog niveau in de Noorse literatuur. Een aantal van zijn mooiste gedichten schreef hij op zijn ziekbed, toen hij ook zijn memoires schreef. Hij overleed in 1845 aan tuberculose, 37 jaar oud.
Wergeland wordt in Noorwegen behalve als een grondlegger van de moderne Noorse literatuur (hij beïnvloedde onder andere Henrik Ibsen en Bjørnstjerne Bjørnson) ook herinnerd als een vurig patriot, die streed voor een onafhankelijk Noorwegen, ook in cultureel opzicht. Hij ijverde met name voor een losmaking van de Deense invloed, die niettegenstaande de ontbinding van het Koninkrijk Denemarken en Noorwegen in 1814 nog steeds dominant aanwezig was. In publicaties pleitte hij voor het opnemen van Noorse woorden en vormen in de toentertijd op het Deens gebaseerde schrijftaal om er geleidelijk echt Noors van te maken, waarmee hij als wegbereider geldt voor het Riksmål.
Wergeland toonde zich ook een groot voorvechter van de positie van de Joden in zijn land.
De Noorse schrijfster en feministe Camilla Collett, geboren Wergeland, was zijn jongere zus.

## Fragment
<...>

Heel wat van die gezichtjes heb 'k al zien verleppen,

zoals de pracht van 'n Damasceense roos vergaat,

als vlinderpoeder in de lucht verwaait!

Het leven nam ze flink te grazen,

de zonde is er overheen gegaan,

ze tekenend, zoals een slak zijn slijmspoor achterlaat.
Laatste strofe van het gedicht Het meisje op de snijkamer (Pigen paa Anatomikammeret), 1837. Vertaling Willem M. Ouwerkerk.